# Expériences de réanimation d'organismes

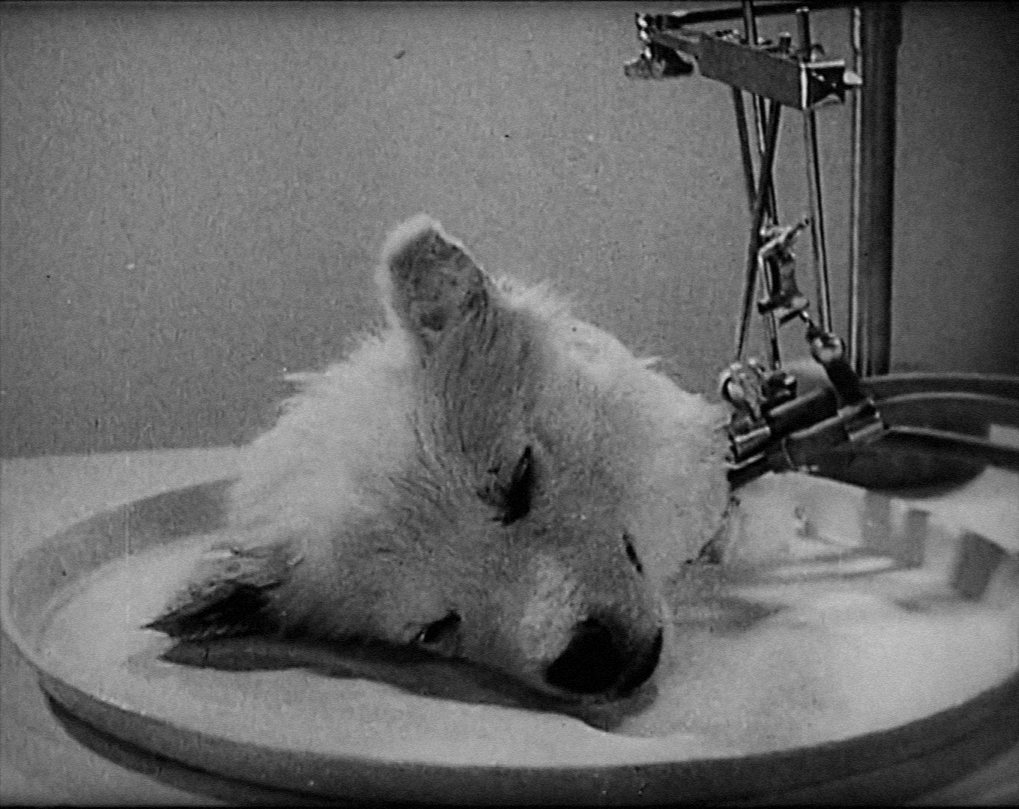
Photographie extraite du film, montrant une tête de chien avec son système de circulation sanguine artificielle.

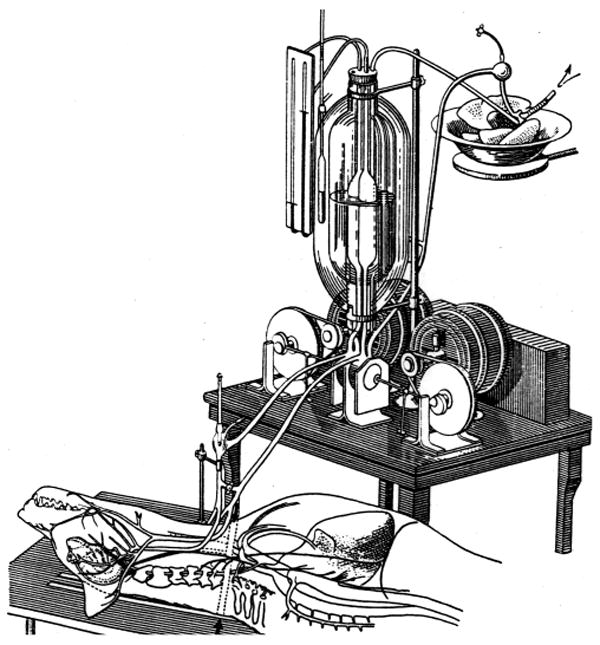
Schéma de la machine utilisée dans le film.

Expériences de réanimation d'organismes (russe : Опыты по оживлению организма, Opyty po ojivleniou organizma ; anglais : Experiments in the Revival of Organisms) est un film documentaire américano-soviétique réalisé en 1940 par David Yashin qui présente les recherches russes dans le domaine des organismes cliniquement morts. La version anglaise du film commence par une introduction du scientifique britannique John Burdon Sanderson Haldane.
Les opérations montrées dans le film ainsi que les caractéristiques de la machine cœur-poumons (« autojektor ») sont décrites par Sergueï Brioukhonenko, qui a été un précurseur dans le domaine des valves cardiaques. Il montre en particulier des réactions de chiens dont la tête est alimentée par un système de circulation sanguine artificielle. La réalité des expériences présentées est généralement admise, mais la légitimité du film lui-même est controversé.

## Fiche technique
- Réalisation : David Yashin
- Scénario : Sergueï Brioukhonenko
- Narrateur : 	J. B. S. Haldane (version anglaise)
- Photographie : Yekaterina Kashina
- Animation : Alexander Prozorov
- Production : Moscow Studio of Technical Films[2]
- Pays de production :  Union soviétique -  États-Unis
- Durée : 
  - 19 minutes (version russe)
  - 20 minutes (version anglaise)
- Date de sortie : 1940

## Contenu du film
Un cœur est montré en train de battre avec quatre tubes connectés, puis le film montre un poumon oxygénant le sang. Une version primitive de la machine cœur-poumons appelée « autojektor »  composée d'une paire de pompes est montrée en fonctionnement, puis est montrée raccordée à la tête d'un chien blanc à qui est injecté le sang oxygéné. La tête réagit à certains stimulis comme le bruit, la lumière ou le jus de citron, mais le film ne montre pas la connexion des artères et des veines. Un autre chien, noir celui-là, est vidé de son sang, donc cliniquement mort, et après 10 minutes il est connecté à la machine qui lui réinjecte du sang, et le film le montre après une convalescence comme étant apparemment rétabli.

## Distribution
- Sergueï Brioukhonenko

## Contexte
L'autojector avait été présenté dès 1925 par Sergueï Brioukhonenko au second congrès des pathologistes russes à Moscou, où l'appareil avait permis à la tête d'un chien de présenter différents réflexes pendant 40 minutes.
Le film a été tourné à l'Institut de pathologie expérimentale de Moscou, les opérations étant créditées à Sergueï Brioukhonenko et Boris Levinskovsky. Il a été initialement produit pour le public russe. C'est un des trois films documentaires pour lesquels ont été sollicités les commentaires de John Burdon Sanderson Haldane. Le film a été présenté à Londres à la fin de l'année 1942, et à une centaine de scientifiques américains à New York l'année suivante, au congrès de l'amitié américano-russe.